# 射陽県
射陽県（しゃよう-けん）は中華人民共和国江蘇省に位置する省直轄の県であり、しばらくの間、塩城市の代理管轄下に置かれている。

## 行政区画
- 鎮:合徳鎮、臨海鎮、千秋鎮、四明鎮、海河鎮、海通鎮、興橋鎮、新坍鎮、長蕩鎮、盤湾鎮、特庸鎮、洋馬鎮、黄沙港鎮